# Bóng chày tại Đại hội Thể thao Đông Nam Á 2007

Giải bóng chày tại Đại hội Thể thao Đông Nam Á 2007 diễn ra từ ngày 7 đến ngày 14 tháng 12 năm 2007 chỉ với 1 nội dung thi đấu dành cho Nam.

## Xếp hạng theo quốc gia
| Hạng | Đoàn        | Vàng | Bạc | Đồng | Tổng |
| ---- | ----------- | ---- | --- | ---- | ---- |
| 1    | Thái Lan    | 1    | 0   | 0    | 1    |
| 2    | Philippines | 0    | 1   | 0    | 1    |
| 3    | Indonesia   | 0    | 0   | 1    | 1    |
| Tổng | Tổng        | 1    | 1   | 1    | 3    |

## Bảng huy chương
| Nội dung  | Vàng     | Bạc         | Đồng      |          |
| --------- | -------- | ----------- | --------- | -------- |
| Bóng chày | Thái Lan | Philippines | Indonesia | chi tiết |